# Zboží (Úbislavice)
Zboží je vesnice, část obce Úbislavice v okrese Jičín. Nachází se asi 1,5 km na severozápad od Úbislavic. V roce 2009 zde bylo evidováno 68 adres. V roce 2001 zde trvale žilo 76 obyvatel.
Zboží leží v katastrálním území Zboží u Nové Paky o rozloze 4,41 km2. V katastrálním území Zboží u Nové Paky leží i Chloumek a Štěpanice.

## Historie
První písemná zmínka o obci pochází z roku 1542.

## Pamětihodnosti
- Venkovský dům čp. 46
- Sloup se sochou P. Marie Immaculaty
- Morávkův buk, památný strom v lese u západního konce vesnice (50°29′4″ s. š., 15°26′47″ v. d.)